# حبیب‌الله آیت‌اللهی
حبیب‌الله آیت‌اللهی (۱۶ اسفند ۱۳۱۳ – ۱۷ مهر ۱۴۰۳) نقاش ایرانی، پژوهشگر تاریخ هنر و دانشیار دانشگاه شاهد بود.

## زندگی‌نامه
حبیب‌الله آیت‌اللهی متولد سال ۱۳۱۳ شیراز و تحصیلات ابتدایی و متوسطه خود را در شیراز به پایان رسانید. از کودکی به ادبیات و به‌خصوص به نقاشی علاقه‌مند بود. از این رو، برای تحصیلات دوره عالی وارد دانشکده هنرهای زیبا دانشگاه تهران شد و در سال ۱۳۳۸ با کسب مقام دانشجوی ممتاز از تحصیل فراغت یافت. آیت‌اللهی که مشمول قانون اعزام دانشجویان رتبه اول به خارج از کشور بود، راهی فرانسه شد و سه سال در آتلیه‌های لوگو و اوژمه به کسب هنر پرداخت. سپس به مدرسه عالی هنرهای زیبای پاریس رفت در آنجا شیوه‌های تازه نقاشی و نیز نقاشی دیواری را فرا گرفت پس از آن به مدرسه عالی هنرهای تزئینی پاریس راه یافت و در رشته آذین‌گری، معماری داخلی، نقاشی دیواری جدید، پیکره‌سازی و طراحی صنعتی تخصص گرفت. به موازات آن در دانشگاه سوربن به تحصیل پرداخت و در سال ۱۳۴۹ در رشته تاریخ هنر تحلیلی و تطبیقی به گرفتن درجه دکترا توفیق یافت. عنوان پایان‌نامه دکترای او مقایسه عناصر هنر ایرانی پیش از اسلام و پس از اسلام است. سپس به ایران بازگشت و در سمت استادیار در دانشکده هنرهای زیبای دانشگاه تهران به تدریس هنرهای تجسمی پرداخت. در سال ۱۳۵۱ در مدرسه عالی ساختمان، رشته معماری داخلی را تأسیس کرد که اداره آن نیز با خود وی بود. در سال ۱۳۵۴ با گرفتن فرصت مطالعاتی بار دیگر عازم فرانسه شد و دوره کارشناسی ارشد زیبایی‌شناسی و دانش هنر و دوره دکترای هنرهای تجسمی علمی و عملی را با موفقیت گذراند و در همان مدت در رشته شهرسازی نیز آموزش یافت و به گرفتن درجه‌ای معادل دکترای در آن رشته نایل شد. در سال ۱۳۵۶ شش ماه در دانشگاه سوربن به تدریس هنرهای اسلامی پرداخت. پس از پیروزی انقلاب اسلامی به ایران بازگشت و سرپرستی گروه برنامه‌ریزی هنر و گروه ترجمه و تألیف کتابهای هنری و نیز ریاست دانشکده هنرهای زیبا را به عهده گرفت.
آیت اللهی تا پایان حیات خود عضو پیوسته فرهنگستان هنر و رئیس کمیته واژه گزینی هنر فرهنگستان زبان و ادب پارسی بود و استاد راهنمای بیش از یکصد پایان‌نامه و رساله در مقاطع کارشناسی تا دکتری بوده‌است. آیت اللهی سال ۱۳۸۳ به عنوان چهره ماندگار هنرهای تجسمی انتخاب شد. از آثار و تألیفات او می‌توان به ترجمه بیش از ۲۰ عنوان کتاب در زمینه هنر، تألیف کتابهایی از قبیل مبانی نظری هنرهای تجسمی، مبانی رنگ و کاربرد آن در هنرها، تاریخ هنر ایران و مقاله‌های فراوانی در این زمینه اشاره کرد. تاکنون نمایشگاه‌های مختلفی از آثار وی در ایران و خارج از کشور برپا شده‌است.آیت‌اللهی در سال ۱۳۶۶ از ریاست دانشکده هنرهای زیبای دانشگاه تهران انصراف داد. او در سالهای تصدی خود موفق شد رشته هنر دانشکده معماری و هنر یزد و نیز دانشکده هنر زاهدان را بنیاد نهد. او از مؤسسان موزه هنرهای سنتی سازمان صنایع دستی است و با موزه هنرهای معاصر در ارزیابی آثار هنری خارجی همکاری کرده‌است.سرپرستی گروه برنامه‌ریزی هنر و گروه ترجمه و تألیف کتاب‌های هنری، ریاست دانشکده هنرهای زیبا، عضویت شورای عالی علوم انسانی ستاد انقلاب فرهنگی، مؤسس دانشکده هنر دانشگاه شاهد و … از جمله فعالیت‌های وی محسوب می‌شود.

## آثار
- نگره‌های هنر: فلسفه‌ها، زیبایی‌شناسی و تاریخ هنر از زمان افلاطون تا روزگاران ما، ژان لوک شالومو، حبیب‌الله آیت‌اللهی (مترجم)، ناشر: سوره مهر
- شیوه‌های مختلف نقد هنری، حبیب‌الله آیت‌اللهی، ناشر: سوره مهر
- مبانی نظری هنرهای تجسمی، حبیب‌الله آیت‌اللهی، ناشر: سازمان مطالعه و تدوین کتب علوم انسانی دانشگاه‌ها (سمت)
- مبانی رنگ و کاربرد آن، حبیب‌الله آیت‌اللهی، ناشر: سازمان مطالعه و تدوین کتب علوم انسانی دانشگاه‌ها (سمت)
- نگره هنر انقلاب اسلامی، حبیب‌الله آیت‌اللهی، ناشر: مؤسسه چاپ و نشر عروج
- کتاب ایران: تاریخ هنر، حبیب‌الله آیت‌اللهی، ناشر: بین‌المللی الهدی - ۱۳۸۰
- مجموعه مقالات نگارگری مکتب اصفهان، مهدی حسینی، حبیب‌الله آیت‌اللهی، یعقوب آژند، اصغر جوانی، مهدی هراتی، مهرداد احمدیان، عبادالله بهاری، ناشر: فرهنگستان هنر
- آیه نور و هنر، حبیب‌الله آیت‌اللهی، ناشر: سوره مهر
- فرهنگنامه واژه‌های فرانسوی در زبان هنری ایران، حبیب‌الله آیت‌اللهی، ناشر: سازمان مطالعه و تدوین کتب علوم انسانی دانشگاه‌ها (سمت)
- نوشتارهای هنری دینی، حبیب‌الله آیت‌اللهی، ناشر: اشتاد
- مصاحبه‌ها، نقدها و تقریها، حبیب‌الله آیت‌اللهی، ناشر: اشتاد
- نوشتارهای هنری، حبیب‌الله آیت‌اللهی، ناشر اشتاد
- ناباوری‌های باور شده، حبیب‌الله آیت‌اللهی، ناشر: اشتاد
- کشکول هنر، حبیب‌الله آیت‌اللهی، ناشر آیریک
- تاریخ انتقادی هنر معاصر غرب، نویسنده ژان لوک شالومو، مترجم حبیب‌الله آیت‌اللهی، ناشر: مؤلف[۱۰]